# سیلویو لاگرکا
سیلویو لاگرکا (پرتغالی: Sílvio Lagreca; ۱۴ ژوئن ۱۸۹۵ – ۲۹ آوریل ۱۹۶۶) بازیکن و مربی فوتبال اهل برزیل بود.
وی اولین سرمربی تیم ملی فوتبال برزیل در سال ۱۹۱۴ بوده، وی همچنین در سال ۱۹۴۰ نیز سرمربی برزیل بوده است.